# Sarah Clements
Sarah Elizabeth Viccellio (Virginia Beach, 11 marzo 1983) è un'attrice statunitense.
Attiva come attrice soprattutto in cortometraggi e serie televisive, ha anche recitato al cinema in alcuni film, tra cui Un amore senza tempo. È sposata dal 2012 con Bradley Cowles Clements Jr. (da cui ha preso il cognome).
Attiva come attrice soprattutto videogioco, tra cui Grand Theft Auto IV: The Ballad of Gay Tony e Grand Theft Auto V. 